# Кочанова, Наталья Ивановна
Ната́лья Ива́новна Коча́нова (девичья фамилия Толкачёва) (бел. Наталля Іванаўна Качанава; род. 25 сентября 1960, Полоцк, Витебская область, Белорусская ССР, СССР) — белорусский государственный и политический деятель. Председатель Совета Республики Национального собрания Республики Беларусь с 6 декабря 2019.
Глава Администрации президента Республики Беларусь (2016—2019), заместитель Премьер-министра Республики Беларусь (2014—2016).
Находится под персональными  санкциями 27 стран Евросоюза, Великобритании, США, Канады, Швейцарии, Японии, Украины.

## Биография
Родилась в 1960 году в г. Полоцке Витебской области. Поступила в школу № 7  (сейчас гимназия № 1 им. Франциска Скорины), где увлеклась спортом. В младших классах занималась лёгкой атлетикой, затем перешла в волейбол. Выступала за сборную школы на региональных соревнованиях. Школа специализировалась на английском языке. В анкетах Кочановой отмечено, что она владеет английским, однако из-за отсутствия практики общения она не говорит на нём свободно.
В 1982 году окончила факультет промышленного и гражданского строительства Новополоцкого политехнического института. По распределению оказалась в Светлогорске, однако на местном «Химволокне» ей предложили поискать другую работу.
В 1982—1995 годах служила оператором пульта управления, инженером по технике безопасности, инженером производственно-технического отдела Полоцкого «Водоканала». В 1995—2002 годах работала инженером, исполняющим обязанности начальника, ведущим инженером производственно-технического отдела ЖКХ Полоцка.
В 2002—2007 годах — начальник отдела жилищно-коммунального хозяйства, и. о. заместителя председателя по капитальному строительству и ЖКХ Полоцкого горисполкома, заместитель председателя по капитальному строительству и ЖКХ Полоцкого горисполкома. В 2006 году окончила Академию управления при Президенте Республики Беларусь и перешла на работу в горисполком. Вскоре стала заместителем главы Полоцка В. С. Точило, отвечала за сферу ЖКХ и строительства.
С 2007 по 2014 год была председателем Новополоцкого городского исполнительного комитета. В годы её председательства началась реконструкция Новополоцкого НПЗ и его техническое переоснащение, состоялось присоединение завода «Полимир» к ОАО «Нафтан». Было завершено строительство 2-х новых микрорайонов города и их инфраструктуры. При ней закончилось строительство нового городского загса, было инициировано открытие нового музея истории и культуры. Был модернизирован роддом, где работает её дочь, а также прошло строительство лыжероллерной трассы на средства Евросоюза. Новополоцк стал первым в республике городом, получившим звание «Город, дружественный детям» и одним из первых в республике, в котором начал действовать молодёжный парламент при городском Совете депутатов. 27 декабря 2014 года на должности председателя горисполкома её сменил Д. В. Демидов.
В 2014—2016 годах занимала должность заместителя премьер-министра Республики Беларусь, в Совете министров отвечала за социальную сферу. 5 декабря 2016 года была назначена президентским указом главой Администрации Президента Республики Беларусь, в должности которого находилась до декабря 2019 года.
5 декабря 2019 года была назначена Президентом Республики Беларусь членом Совета Республики Национального собрания Республики Беларусь VII созыва. 6 декабря избрана председателем Совета Республики Национального собрания Беларуси седьмого созыва. За ее кандидатуру проголосовали 59 из 60 избранных и назначенных членов верхней палаты белорусского парламента. Также стала первой женщиной на этой должности.
18 ноября 2020 года Кочанова встретилась с «активом» Полоцкого района и Новополоцка, и аудиозапись её выступления попала в СМИ. Она заявила, что власти не допускали никаких ошибок, а начавшиеся в 2020 году протесты были инспирированы из-за границы. Кочанова также назвала фейками свидетельства людей, избитых и изнасилованных силовиками, заявила, что протестные настроения наиболее сильны там, «где самое элитное жилье, где очень большая коммерческая стоимость», и поддержала отчисления студентов по политическим мотивам. Убитого при неясных обстоятельствах Романа Бондаренко она назвала пьяным и поддержала приказ Лукашенко о зачистке стихийного мемориала в память о нём. Также она заявила собравшимся чиновникам: «Гражданская война может быть неминуема. В этом вы можете не сомневаться».
4 декабря 2020 года Кочанова встретилась с группой заранее отобранных студентов факультета журналистики Белорусского государственного университета. На встрече Кочанова продемонстрировала студентам конспирологический видеоматериал о «плане Даллеса», что привлекло большое внимание из-за вымышленного характера этой теории заговора. На встрече Кочанова прокомментировала слова Александра Лукашенко, будто женщина не может стать президентом («И женщине потянуть такую нагрузку будет непросто. К женщинам он [Лукашенко], как и любой мужчина, очень по-доброму относится. Он подразумевал, что это очень тяжело»), отрицала массовость акций протеста и поддержала практику задержания журналистов на этих акциях. Кочанова также заявила, что находится «в хороших отношениях» с главным редактором газеты «Наша Ніва» Егором Мартиновичем, но тот опроверг сам факт знакомства с ней.
В январе 2021 годам поддержала идею о привлечении граждан к административной ответственности за использование любой символики, отличной от государственной (включая бело-красно-белый флаг) и подтвердила слухи о разработке соответствующих поправок.

## Санкции ЕС, США и других стран
17 декабря 2020 года была включена в «Чёрный список ЕС». В качестве оснований введения санкций было отмечено, что Кочанова как председатель Совета Республики Национального собрания отвечает за поддержку решений президента в области внутренней политики и за организацию мошеннических президентских выборов 2020 года. Она также делала публичные заявления, отстаивая жёсткие разгоны мирных демонстраций со стороны аппарата безопасности. Из-за этого же Кочанову в свои санкционные списки включили Великобритания и Швейцария. 26 января 2021 года к санкциям ЕС присоединились Албания, Исландия, Лихтенштейн, Норвегия, Северная Македония, Черногория.
Также Кочанова с июня 2021 года находится в санкционном списке специально обозначенных граждан и заблокированных лиц США. В 2022 году санкции против Кочановой ввели Япония (март), Украина (октябрь).
17 ноября 2022 года включена в санкционный список Канады «близких соратников режима» за роль в размещении и транспортировке российского военного персонала и техники, участвовавших во вторжении на Украину.

## Оценки
Политолог Дмитрий Болкунец в апреле 2020 года утверждал, что у Н. Кочановой «очень положительная биография, никаких скандалов за ней нет... Кочанова — человек очень исполнительный, имеет большой опыт работы с «нефтянкой», так как работала во власти в городе, где развита нефтяная промышленность».
В конце мая 2020 года Александр Лукашенко высказался о Н. Кочановой как о «готовом президенте» (т. е. как о человеке, подготовленном для президентской должности в Беларуси), однако подчеркнул, что «у нас Конституция не под женщину, и общество не созрело для того, чтобы голосовать за женщину».
В августе 2020 года Павел Якубович, бывший главный редактор газеты «Советская Белоруссия», отметил, что «Я лично считаю самой большой ошибкой назначение на основной государственный пост Наталью Кочанову. Ее эпоха — это эпоха декаданса. У главного государственного советника набор из десяти фраз, вроде «надо быть ближе к людям», «люди — это главное». При ней была развалена кадровая работа, не самые лучшие кадры заменялись худшими. И это практически на всех уровнях: председатели облисполкомов, не говорю уже о райисполкомах».
В ноябре 2020 года минский политолог Вольф Рубинчик обратил внимание на то, что Н. Кочанова давно входит в дюжину (если не в пятёрку) самых влиятельных чиновников Республики Беларусь, а также на тот факт, что задача, которую она в августе 2017 г. поставила перед руководством Минска («достичь в декабре средней зарплаты в 1385 рублей… не просто достичь, но и удержать»), не была выполнена. Критически оценивалась и её реакция на гибель Романа Бондаренко.
В декабре 2020 года политолог Валерий Карбалевич, анализируя высказывания Кочановой о работе СМИ, пришёл к выводу о её приверженности сформированному в СССР стереотипу о необходимости освещения событий внутри государства исключительно с положительной стороны и недопустимости публичного высказывания обратной точки зрения.

## Семья
Отец Иван Толкачёв был кузнецом в литейно-механическом цехе, его супруга Нина работала на швейной фабрике. В семье росли трое детей. Старший сын Леонид Чичерин, от первого брака матери, сейчас живет в Краснодаре. В свое время отучился в Военно-инженерной академии Москвы и стал кадровым военным. По национальности — русская.
У Натальи Кочановой две дочери, есть внуки.
Ольга поступила в Белорусский государственный медицинский университет на специальность «педиатрия».
Елена окончила отделение иностранных языков историко-филологического факультета Полоцкого государственного университета. Есть дочка Мирослава.

## Награды
- Почётный гражданин г. Новополоцка (2014);
- Медаль «За трудовые заслуги»;
- Медаль «МПА СНГ. 25 лет» (27 марта 2017 года, Межпарламентская ассамблея СНГ) — за заслуги в деле развития и укрепления парламентаризма, за вклад в развитие и совершенствование правовых основ функционирования Содружества Независимых Государств, укрепление международных связей и межпарламентского сотрудничества[34];
- Медаль «За укрепление парламентского сотрудничества» (27 ноября 2020 года, Межпарламентская ассамблея СНГ) — за особый вклад в развитие парламентаризма, укрепление демократии, обеспечение прав и свобод граждан в государствах — участниках Содружества Независимых Государств[35][36];
- Орден Отечества III степени (18 декабря 2020 года) — заза плодотворную государственную и общественную деятельность, значительный личный вклад в развитие законодательства, парламентаризма и межпарламентского сотрудничества[37][38];
- Благодарность Президента Республики Беларусь (31 марта 2022 года) — за многолетний плодотворный труд, высокий профессионализм, значительный личный вклад в государственное строительство, активное участие в общественно-политической жизни страны[39];
- Орден Дружбы (18 апреля 2022 года, Россия) — за большой вклад в укрепление дружбы, сотрудничества и взаимопонимания между народами[40];
- Почётный житель Полоцкого района (2022).
- Орден «Содружество» (16 ноября 2023 года, Межпарламентская ассамблея СНГ) — за активное участие в деятельности Межпарламентской Ассамблеи и её органов, вклад в укрепление дружбы между народами государств — участников Содружества Независимых Государств[41][42].
- Золотой орден «Друг Азербайджана» (2024, международный журнал «Мой Азербайджан»)[43].